# Магура (зіла)
Магура (бенг. মাগুরা) — округ на південному заході Бангладеш, розташований за 176 кілометрів від Дакки. Входить до складу дивізії Хульна. Основним видом транспорту є автобус, потягом немає. 

## Адміністративно-територіальний поділ
Район Магура має 4 упазіли.
1. Магура Садар Упазіла
2. Мохаммадпур Упазіла
3. Шаліха Упазила
4. Шріпур Упазіла

## Географія
Округ Магура (дивізія Хульна) площею 1048 км 2, межує з районом Раджбарі на півночі, районами Джессор і Нараїл на півдні, районом Фарідпур на сході та районом Дженайда на заході. Район — плоска рівнина в центрі дельти Гангу.

### Клімат
| Клімат Магура                | Клімат Магура | Клімат Магура | Клімат Магура | Клімат Магура | Клімат Магура | Клімат Магура | Клімат Магура | Клімат Магура | Клімат Магура | Клімат Магура | Клімат Магура | Клімат Магура | Клімат Магура |
| Показник                     | Січ.          | Лют.          | Бер.          | Квіт.         | Трав.         | Черв.         | Лип.          | Серп.         | Вер.          | Жовт.         | Лист.         | Груд.         |               |
| Середній максимум, °C        | 23,4          | 27,7          | 33,3          | 35,6          | 34,8          | 32,4          | 31,4          | 31,4          | 32,2          | 31,4          | 28,9          | 25,5          |               |
| Середня температура, °C      | 16,4          | 20,2          | 26,0          | 29,2          | 29,6          | 28,9          | 28,4          | 28,6          | 28,8          | 27,3          | 23,2          | 18,7          |               |
| Середній мінімум, °C         | 9,4           | 12,8          | 18,7          | 22,9          | 24,5          | 25,5          | 25,5          | 25,8          | 25,6          | 23,3          | 17,5          | 12,0          |               |
| Норма опадів, мм             | 11            | 19            | 40            | 85            | 183           | 323           | 302           | 288           | 242           | 156           | 25            | 7             |               |
| Вологість повітря, %         | 45            | 35            | 32            | 48            | 66            | 74            | 75            | 74            | 71            | 66            | 47            | 44            |               |
| ---------------------------- | ------------- | ------------- | ------------- | ------------- | ------------- | ------------- | ------------- | ------------- | ------------- | ------------- | ------------- | ------------- | ------------- |
| Джерело: National newspapers |               |               |               |               |               |               |               |               |               |               |               |               |               |